# Artsakh
|  | Manglende infoboks Nogle af informationerne i denne artikel kunne med fordel samles eller opsummeres i en infoboks, som det anbefales i stilmanualen. |

Republikken Artsakh,  (til 2017 Republikken Nagorno-Karabakh), er de facto en uafhængig republik beliggende i regionen Nagorno-Karabakh i Sydkaukasus. Republikken kontrollerede det meste af det tidligere Nagorno-Karabakh Autonome Oblasts territorium. 
Regionen Nagorno-Karabakh, der er domineret af armeniere, blev omstridt af Armenien og Aserbajdsjan i 1918, da begge lande fik deres uafhængighed fra det Russiske Kejserrige. Efter at Sovjetunionen fik kontrol over området, skabtes i 1923 Nagorno-Karabakh Autonome Oblast (NKAO) i Aserbajdsjanske SSR. I Sovjetunionens sidste år genopstod regionen som et stridspunkt mellem Armenien og Aserbajdsjan. Det kulminerede i en stor etnisk konflikt og slutteligt i Nagorno-Karabakh-krigen, som blev udkæmpet fra 1991 til 1994.
Den 10. december 1991, da Sovjetunionen blev opløst, blev der afholdt folkeafstemning i NKAO og naboregionen Shahumian. Resultatet var en uafhængighedserklæring fra Aserbajdsjan som Republikken Nagorno-Karabakh. Landet var stadig ikke anerkendt af noget FN-medlemsland. Kun Transnistrien, Sydossetien og Abkhasien (ingen af dem er FN-medlemslande) anerkendte landet. 
Siden våbenhvilen i 1994 havde det meste af Nagorno-Karabakh og flere omkringliggende regioner i Aserbajdsjan været under delt kontrol af armenske og nagorno-karabakhske tropper. Repræsentanter fra Armenien og Aserbajdsjans regeringer havde siden da holdt fredsforhandlinger, som var styret af Minskgruppen.
Den 27. september 2020 begyndte en væbnet konflikt mellem Nagorno-Karabakh og Aserbajdsjan, som resulterede i  Den 2. Nagorno-Karabakh-krig.